# Niederlande beim Junior Eurovision Song Contest
Teilnehmende Rundfunkanstalt

Erste Teilnahme
2003
Anzahl der Teilnahmen
22 (Stand 2024)
Höchste Platzierung
1 (2009)
Höchste Punktzahl
186 (2019)
Niedrigste Punktzahl
23 (2003)
Punkteschnitt (seit erstem Beitrag)
82,78 (Stand 2020)
Punkteschnitt pro abstimmendem Land im 12-Punkte-System
3,44 (Stand 2015)
Dieser Artikel befasst sich mit der Geschichte der Niederlande als Teilnehmer am Junior Eurovision Song Contest.

## Vorentscheide

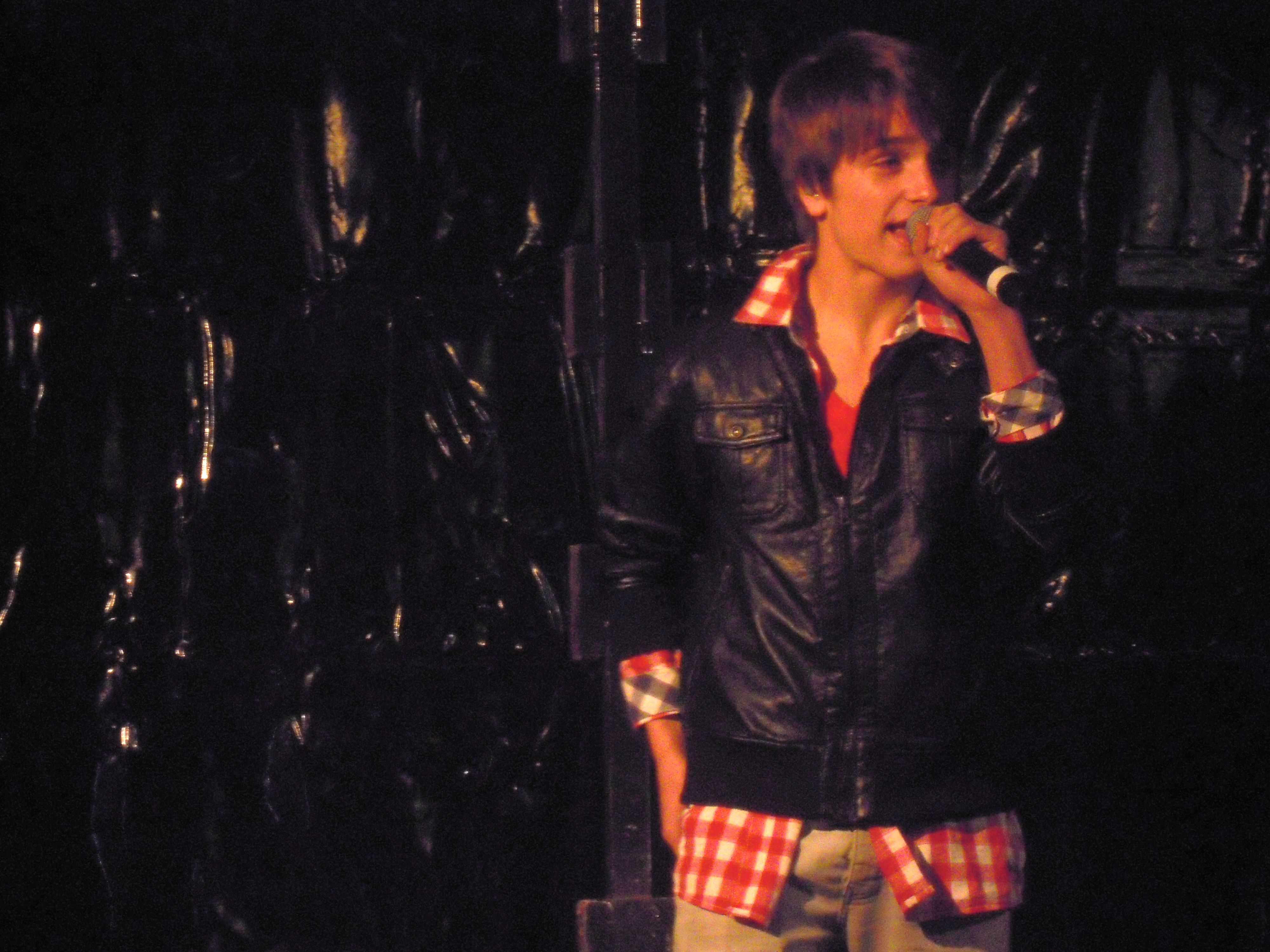
Ralf Mackenbach gewann 2009

Seit 2003 wird jedes Jahr ein Vorentscheid unter dem Namen Junior Songfestival veranstaltet. Bis auf 2003 und 2006 gab es dabei stets zwei Vorrunden. Das Gesamtergebnis setzt sich aus Wertungen einer Erwachsenen- und einer Kinderjury sowie einem Zuschauervoting per Telefon und SMS zusammen.
2016 fand erstmals überhaupt kein im TV übertragender Vorentscheid statt, sondern lediglich ein Casting, bei dem die drei Teilnehmerinnen durch eine Jury gewählt wurden. Auch 2017 soll eine Formation speziell für den JESC gebildet werden. Für die darauffolgenden Jahre veranstaltete der Sender wieder umfangreichere Vorentscheidungen.

## Teilnahme am Wettbewerb
2003 nahm man zum ersten Mal teil und seitdem jedes Jahr. Die Niederlande sind die einzige Nation, die an jeder Ausgabe des JESC teilgenommen hat. Höhepunkt war der Sieg 2009, 2011 belegte man den zweiten Platz. 2016 erreichte man einen 8. Platz, 2017, 2019 und 2020 konnte man jeweils Platz 4 erreichen und war somit erfolgreich. Zweimal fand der Wettbewerb auch in den Niederlanden statt: 2007 in Rotterdam und 2012 in Amsterdam. Die Niederlande wurden auf der anderen Seite zwei Mal Drittletzter und 2021 zum ersten Mal in der Geschichte Letzter, was das bislang schlechteste Ergebnis darstellt. 2022 erreichte man den 7. Platz. Trotzdem gehören die Niederlande gesamtwertend zu den erfolgreicheren Ländern beim JESC. Die Niederlande sind zudem das einzige Land, das seit 2003 ununterbrochen teilnimmt.

## Liste der Beiträge
| Jahr | Interpret           | Titel (Musik / Text)                                                 | Sprache                               | Übersetzung             | Platz Teilnehmer (gesamt) | Punkte |
| ---- | ------------------- | -------------------------------------------------------------------- | ------------------------------------- | ----------------------- | ------------------------- | ------ |
| 2003 | Roel                | Mijn ogen zeggen alles (Roel Felius)                                 | Niederländisch                        | Meine Augen sagen alles | 11 / 16                   | 23     |
| 2004 | Klaartje & Nicky    | Hij is een kei (Klaartje Meulemeesters, Nicky Bruin)                 | Niederländisch                        | Er ist der Beste        | 11 / 18                   | 27     |
| 2005 | Tess Gaerthé        | Stupid (Tess Gaerthé)                                                | Niederländisch, Englisch              | Dumm                    | 7 / 16                    | 82     |
| 2006 | Kimberly            | Goed (Kimberly Nieuwenhuis)                                          | Niederländisch                        | Gut                     | 12 / 15                   | 44     |
| 2007 | Lisa, Amy & Shelley | Adem in, adem uit (Lisa, Amy & Shelley Vol)                          | Niederländisch                        | Atme ein, atme aus      | 11 / 17                   | 39     |
| 2008 | Marissa             | 1 dag (Marissa Grasdijk)                                             | Niederländisch                        | 1 Tag                   | 13 / 15                   | 27     |
| 2009 | Ralf                | Click Clack (Ralf Mackenbach)                                        | Niederländisch, Englisch              | Klick Klack             | 1 / 13                    | 121    |
| 2010 | Anna & Senna        | My Family (Anna Lagerweij, Senna Sitalsing, Tjeerd Oosterhuis)       | Niederländisch, Englisch              | Meine Familie           | 9 / 14                    | 52     |
| 2011 | Rachel Traets       | Ik ben een teenager (Rachel Traets, Future Presidents)               | Niederländisch                        | Ich bin ein Teenager    | 2 / 13                    | 103    |
| 2012 | Femke               | Tik tak tik (Femke Meines, Tjeerd Oosterhuis)                        | Niederländisch                        | Tick Tack Tick          | 7 / 12                    | 69     |
| 2013 | Mylène & Rosanne    | Double me (Mylène und Rosanne Waalewijn, Tjeerd Oosterhuis)          | Niederländisch, Englisch              | Doppeltes Ich           | 8 / 12                    | 59     |
| 2014 | Julia               | Around (Julia van Bergen, Robert Dorn, Joost Griffioen)              | Niederländisch, Englisch              | Rundherum               | 8 / 16                    | 70     |
| 2015 | Shalisa             | Million Lights (Shalisa van der Laan, Hansen Tomas, Joost Griffioen) | Niederländisch, Englisch              | Millionen Lichter       | 15 / 17                   | 35     |
| 2016 | Kisses              | Kisses And Dancin’ (Joost Griffioen, Tomas Hansen, Stas Swaczyna)    | Niederländisch, Englisch              | Küsse und Tanzen        | 8 / 17                    | 174    |
| 2017 | Fource              | Love Me (Joost Griffioen, Stas Swaczyna)                             | Niederländisch, Englisch              | Liebe mich              | 4 / 16                    | 156    |
| 2018 | Max & Anne          | Samen (Babette Labeij, Dimitri Veltkamp, Robin van Veen)             | Niederländisch, Englisch              | Zusammen                | 13 / 20                   | 91     |
| 2019 | Matheu Hinzen       | Dans met jou (Jermain van der Bogt, Willem Laseroms)                 | Niederländisch, Englisch              | Mit dir tanzen          | 4 / 19                    | 186    |
| 2020 | Unity               | Best Friends (Robert Dorn)                                           | Niederländisch, Englisch              | Beste Freunde           | 4 / 12                    | 132    |
| 2021 | Ayana               | Mata Sugu Aō Ne (Ferry Lagendijk)                                    | Niederländisch, Englisch, Japanisch   | Sehe dich bald          | 19 / 19                   | 43     |
| 2022 | Luna                | La Festa (Robert Dorn)                                               | Niederländisch, Englisch, Italienisch | Das Fest                | 7 / 16                    | 128    |
| 2023 | Sep & Jasmijn       | Holding on To You (Robert Dorn)                                      | Niederländisch, Englisch              | Ich halte an dir fest   | 7 / 16                    | 122    |
| 2024 | Stay Tuned          | Music (Jermain van der Bogt, Willem Laseroms)                        | Niederländisch, Englisch              | Musik                   | 10 / 17                   | 91     |
| 2025 |                     |                                                                      |                                       |                         |                           |        |

## Ausgetragene Wettbewerbe
| Jahr | Stadt     | Austragungsort      | Moderation                                |
| ---- | --------- | ------------------- | ----------------------------------------- |
| 2007 | Rotterdam | Ahoy Rotterdam      | Kim-Lian van der Meij & Sipke Jan Bousema |
| 2012 | Amsterdam | Heineken Music Hall | Kim-Lian van der Meij & Ewout Genemans    |

## Punktevergabe
Folgende Länder erhielten die meisten Punkte von oder vergaben die meisten Punkte an die Niederlande:
| Die meisten vergebenen Punkte | Die meisten vergebenen Punkte | Die meisten vergebenen Punkte |
| Platz                         | Land                          | Punkte                        |
| ----------------------------- | ----------------------------- | ----------------------------- |
| 1                             | Belgien                       | 97                            |
| 2                             | Armenien                      | 61                            |
| 3                             | Russland                      | 52                            |
| 3                             | Schweden                      | 52                            |
| 4                             | Georgien                      | 51                            |

| Die meisten erhaltenen Punkte | Die meisten erhaltenen Punkte | Die meisten erhaltenen Punkte |
| Platz                         | Land                          | Punkte                        |
| ----------------------------- | ----------------------------- | ----------------------------- |
| 1                             | Belgien                       | 98                            |
| 2                             | Schweden                      | 64                            |
| 3                             | Belarus                       | 43                            |
| 4                             | Malta                         | 39                            |
| 5                             | Armenien                      | 37                            |

Stand: 2014